# Ayouba Ali Sihame
Ayouba Ali Sihame (née le 15 août 1994 à Itsandra Mdjini) est une nageuse comorienne.

## Carrière
Ayouba Ali Sihame bénéficie du soutien de la Fédération comorienne de natation qui l'inscrit aux Championnats du monde 2011 à Shanghai et aux Jeux des îles de l'océan Indien 2011.
En raison de sa participation à ces championnats du monde, la Fédération internationale de natation lui accorde une invitation pour la diversité des pays.
Aux Jeux olympiques d'été de 2012 à Londres, elle participe au 100 mètres nage libre féminin, terminant avec le plus mauvais temps (1 min 14 s 40), à la 48e place du classement général dans les manches.
Elle est également membre de l'équipe des Comores féminine de volley-ball.

## Justice
Après avoir terminé sa participation aux Jeux olympiques de 2012, Sihame disparaît à Londres plutôt que de retourner aux Comores. Elle est ensuite arrêtée en octobre 2012 à Douvres par les autorités frontalières françaises alors qu'elle tente d'entrer en France par la Manche avec un faux passeport français avec le nom de de Mouniate Mhoussini, obtenu par une connaissance à Londres. Elle affirme avoir agi ainsi afin d'échapper à un mariage forcé par sa famille aux Comores entre elle et un homme âgé de 60 ans, qui a déjà deux épouses, alors qu'elle cherchait à capitaliser sur son statut et sa valeur en tant qu'athlète de niveau olympique, selon les aveux de sa mère quelques jours avant son départ vers l'Europe. Elle dit avoir vécu après les Jeux comme une sans-abri. Par l'intermédiaire de son avocat, elle fait alors une demande d'asile, ignorant qu'elle pouvait le faire avant, par crainte de représailles de sa famille qui a une pratique stricte de la religion musulmane, l'a battue et qui pourrait la tuer. En janvier 2013, elle plaide coupable pour usage de faux documents et est condamnée à huit mois de prison.